# Petra Acker
Petra Acker (New York, 6 mei 1993) is een Amerikaans langebaanschaatsster en short tracker. 
Op de Wereldkampioenschappen schaatsen allround 2013 werd ze 22e. 
Haar familie reisde de halve wereld over als hulpverlener, en Acker ging daarbij als jong meisje al mee naar Oeganda en Haiti. Haar opa Howie Ganong was ook schaatser, en op negenjarige leeftijd ging ze zelf ook schaatsen.

## Persoonlijke records[4]
| Afstand    | Tijd    | Datum            | Baan           |
| ---------- | ------- | ---------------- | -------------- |
| 500 meter  | 41,03   | 3 januari 2011   | Salt Lake City |
| 1000 meter | 1.17,95 | 7 oktober 2017   | Salt Lake City |
| 1500 meter | 1.59,05 | 31 december 2013 | Salt Lake City |
| 3000 meter | 4.07,85 | 26 november 2016 | Calgary        |
| 5000 meter | 7.18,44 | 14 oktober 2017  | Salt Lake City |

## Resultaten
| Jaar | WK Allround             | WK Afstanden     | WK Junioren                                                   |
| ---- | ----------------------- | ---------------- | ------------------------------------------------------------- |
| 2009 |                         |                  | 49e 1e 500m 38e 1000m 36e 1500m 23e 2e 500m 28e achtervolging |
|      |                         |                  |                                                               |
| 2011 |                         |                  | 16e (47e, 21e, 30e, 21e) 13e achtervolging                    |
| 2012 |                         |                  | 16e (33e, 16e, 18e, 16e) 15e achtervolging                    |
| 2013 | NC22 (24e, 21e, 21e, -) |                  |                                                               |
|      |                         |                  |                                                               |
| 2017 |                         | 6e achtervolging |                                                               |

(#, #, #, #) = afstandspositie op juniorentoernooi (500m, 1500m, 1000m, 3000m) of op allroundtoernooi (500m, 3000m, 1500m, 5000m).
NC22 = niet gekwalificeerd voor de laatste afstand, maar wel als 22e geklasseerd in de eindrangschikking